# Malena Josephsen
Malena Josephsen, né le 3 janvier 1977 à Klaksvík, est une footballeuse internationale féroïenne qui est capitaine de l'équipe de KÍ Klaksvík en championnat des îles Féroé féminin de football. De 2004 à 2015, elle joue pour l'équipe nationale féminine des îles Féroé.

## Biographie

### Carrière en club
Malena Josephsen fait ses débuts dans l'équipe de KÍ Klaksvík en 1994 et reste fidèle au club pendant plus de deux décennies.
Durant la saison 2013-2014, la joueuse fait 39 apparitions et marque sept buts pour KÍ en Champions League.

### Carrière internationale
La Fédération des îles Féroé de football (FSF) abandonne son équipe féminine en 1996, à la suite d'une campagne de qualification infructueuse pour le Championnat d'Europe féminin de football de 1997, qui se solde par une défaite 9-0 contre la Belgique. La fédération n'est pas disposée à financer les déplacements pour les matches à l'extérieur.
Lorsque l'équipe nationale féminine est relancée en 2004, après une interruption de huit ans, Malena Josephsen dispute son premier match contre l'Irlande.
Elle joue dans l'équipe des îles Féroé qui remporte le tournoi de football aux Jeux des îles de 2005 aux Shetland.
Les premiers matches de Malena Josephsen en compétition de l'UEFA ont lieu en novembre 2006, lors des qualifications pour l'Euro féminin de 2009.
En 2012, la joueuse et ses coéquipières KÍ Randi Wardum et Rannvá B. Andreasen deviennent simultanément les premières joueuses féroïennes à décrocher 25 sélections.
En juin 2016, elle annonce se retirer de l'équipe nationale.
Elle a disputé 41 matchs et marqué dix buts pour l'équipe nationale des îles Féroé.

## Statistiques

### Buts en sélection
| N° | Date             | Lieu                                      | Adversaire     | Score | Résultat | Compétition                                           | Référence |
| -- | ---------------- | ----------------------------------------- | -------------- | ----- | -------- | ----------------------------------------------------- | --------- |
| 1  | 18 novembre 2006 | Stade Blagoj Istatov, Strumica, Macédoine | Pays de Galles | 1–2   | 1–2      | Tour préliminaire des qualifications pour l'Euro 2009 | [ 6 ]     |
| 2  | 23 octobre 2006  | Stade Blagoj Istatov, Strumica, Macédoine | Macédoine      | 1–0   | 7–0      | Tour préliminaire des qualifications pour l'Euro 2009 | [ 7 ]     |
| 3  | 23 octobre 2006  | Stade Blagoj Istatov, Strumica, Macédoine | Macédoine      | 6–0   | 7–0      | Tour préliminaire des qualifications pour l'Euro 2009 | [ 7 ]     |
| 4  | 7 novembre 2007  | Panevėžys, Lituanie                       | Lettonie       | 2–0   | 3–0      | Match amical                                          | [ 8 ]     |
| 5  | 15 mai 2008      | Luxembourg, Luxembourg                    | Luxembourg     | 3–0   | 4–2      | Match amical                                          | [ 9 ]     |
| 6  | 27 octobre 2008  | Sūduva Stadium, Marijampolė, Lituanie     | Luxembourg     | 6–2   | 6–2      | Match amical                                          | [ 10 ]    |
| 7  | 11 avril 2009    | Parc sportif Podravac, Virje, Croatie     | Croatie        | 3–1   | 3–1      | Match amical                                          | [ 11 ]    |
| 8  | 16 avril 2009    | Stade de la ville, Križevci, Croatie      | Lituanie       | 3–1   | 3–1      | Match amical                                          | [ 12 ]    |
| 9  | 5 mars 2011      | Ta' Qali Stadium, Ta' Qali, Malte         | Malte          | 1–0   | 2–0      | Tour préliminaire des qualifications pour l'Euro 2013 | [ 13 ]    |
| 10 | 28 novembre 2012 | Stade Jos-Haupert, Niederkorn, Luxembourg | Luxembourg     | 6–0   | 6–0      | Match amical                                          | [ 14 ]    |